# Karel Frič
Karel Frič war ein tschechoslowakischer Radrennfahrer und nationaler Meister im Radsport.

## Sportliche Laufbahn
Frič war im Straßenradsport aktiv. Die nationale Meisterschaft im Straßenrennen gewann er 1931. 1931 gewann er mit seiner Vereinsmannschaft auch den Titel im Mannschaftszeitfahren. Das Eintagesrennen Prag–Kralovy Vary–Prag gewann er von 1931 bis 1933. Bei seinem Sieg 1931 stellte er mit 28,7 Kilometern pro Stunde einen neuen Streckenrekord auf.